# نایجل بنت
نایجِل بِنِت (به انگلیسی: Nigel Bennett) (زادهٔ ۱۹ نوامبر ۱۹۴۹) بازیگر اهل انگلستان است.
از کارهای او می‌توان به بازی در سریال عامل ناشناخته و فیلم فقط دفن‌شده، یک پلیس سرسخت اشاره کرد.